# Vicq-sur-Mer
Vicq-sur-Mer is een gemeente in het Franse departement Manche (regio Normandië). De plaats maakt deel uit van het arrondissement Cherbourg. Vicq-sur-Mer is op 1 januari 2016 ontstaan door de fusie van de gemeenten Cosqueville, Gouberville en Néville-sur-Mer. De gemeente telde 1.083 inwoners op 1 januari 2022.

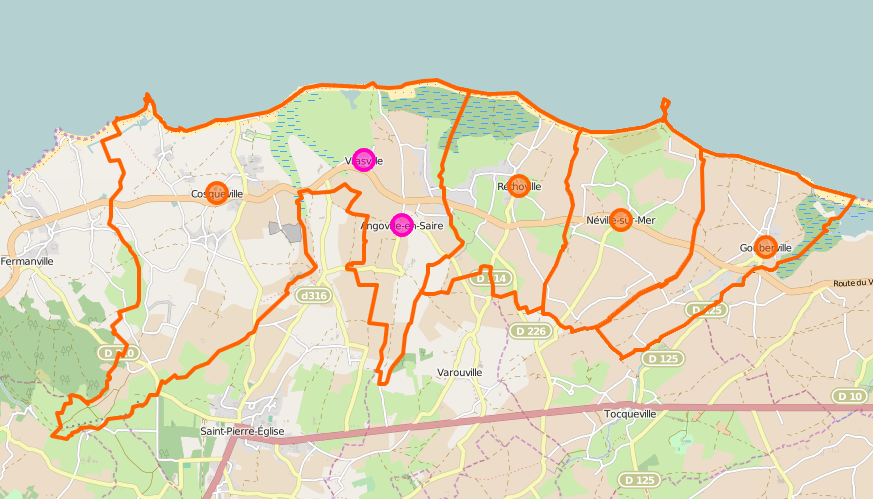
Kaart fusie en omgeving

## Geografie
De oppervlakte van Vicq-sur-Mer bedroeg op 1 januari 2022 20,58 vierkante kilometer; de bevolkingsdichtheid was toen 52,6 inwoners per km².

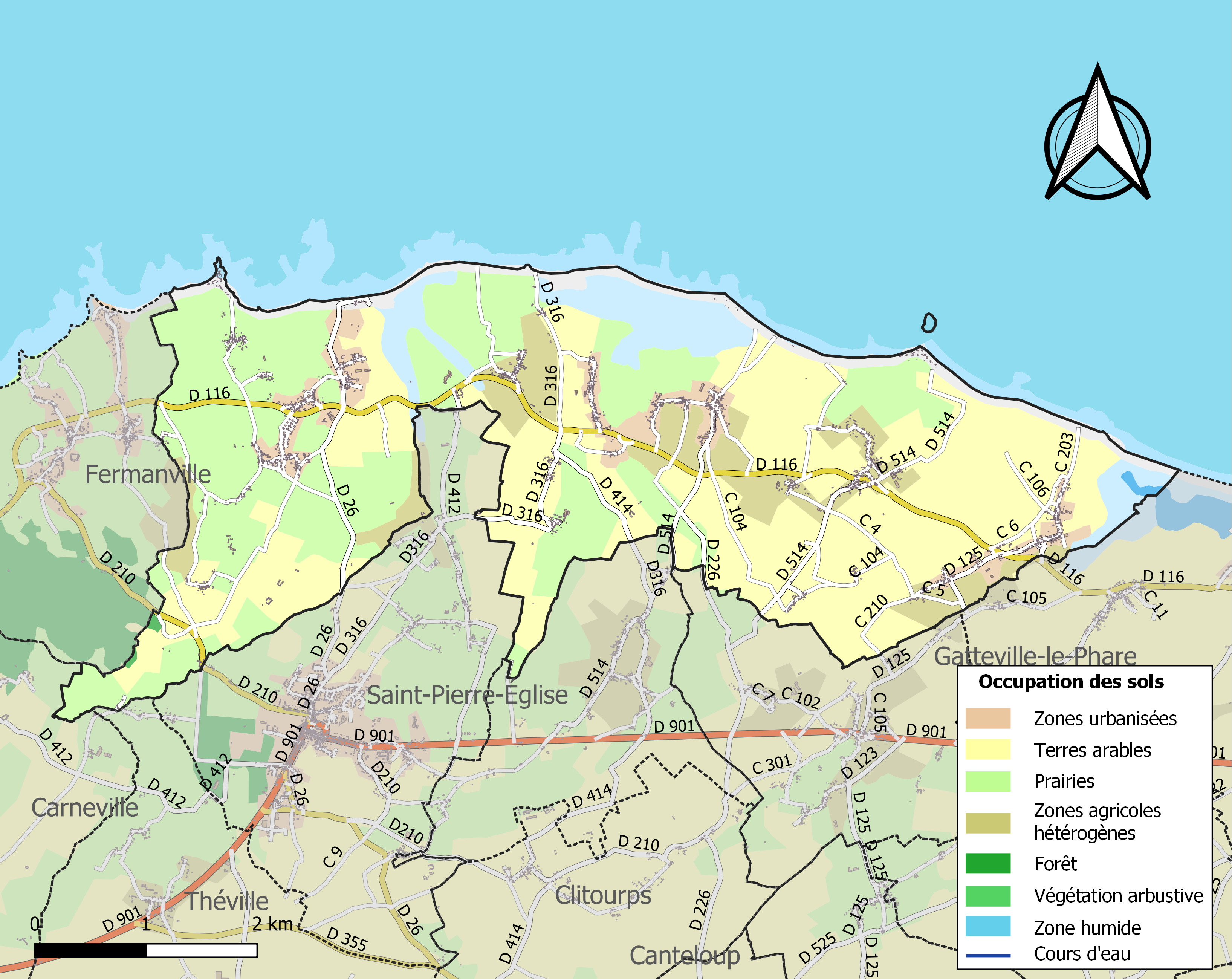
Kaart van de gemeente met de belangrijkste infrastructuur, bodemgebruik en omliggende gemeenten